# Aphidoletes
Aphidoletes is een muggengeslacht uit de familie van de galmuggen (Cecidomyiidae).

## Soorten
- A. abietis (Kieffer, 1896)
- A. aphidimyza (Rondani, 1847)
- A. cucumeris (Lintner, 1888)
- A. thompsoni Möhn, 1954
- A. urticaria (Kieffer, 1895)
- A. urticariae (Kieffer, 1895)